# Jacques Cadiou

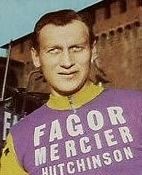
Jacques Cadiou

Jacques Cadiou (* 11. Dezember 1943 in Dourdan) ist ein ehemaliger französischer Radrennfahrer.

## Sportliche Laufbahn
Als Amateur gewann Cadiou 1962 das Rennen Paris–Rouen und 1964 zwei Etappen der Kanada-Rundfahrt sowie das Critérium des Vainqueurs. Er war von 1965 bis 1973 Berufsfahrer. Begonnen hat er seine Profi-Karriere im Radsportteam Pelforth–Sauvage–Lejeune an der Seite und als Domestik von Henri Anglade.
In seinem ersten Jahr als Berufsfahrer 1965 gewann er zum Saisonauftakt das Eintagesrennen Grand Prix d’Aix-en-Provence. 1968 siegte er im Grand Prix de Cannes, 1969 im Grand Prix de Monaco und 1970 im Grand Prix de Saint-Raphaël. 1971 gewann er eine Etappe in der Portugal-Rundfahrt und wurde Dritter im Rennen Paris–Camembert hinter dem Sieger Gérard Moneyron.
In seinen drei Teilnahmen an der Tour de France 1967, 1968 und 1972 schied er jeweils aus.